# Loan-a Lisa
«Loan-a Lisa» (с англ. — «Инвестор Лиза») — второй эпизод двадцать второго сезона мультсериала «Симпсоны», премьера которого состоялась 3 октября 2010 года.

## Сюжет
Дедуля Симпсон решает раздать своим родным все свои сбережения. Гомеру, Мардж, Барту, Лизе достается по 50 долларов, которые они могут потратить на что угодно. Лиза намерена раздать свои зелёные бумажки на благотворительность, для этого она заходит в интернет и решает помочь кому-нибудь из бедной страны, в список которых входит и Восточный Спрингфилд. Девочка находит видеопослание Нельсона, который с помощью чьих-нибудь инвестиций мечтает открыть собственную мастерскую по производству велосипедов. Лиза делает анонимное пожертвование юному сорванцу, и в результате Нельсон открывает свой бизнес, с каждым днём идущий в гору. Ощутив вкус приличного заработка, Нельсон решает бросить школу.
Мардж, тем временем, покупает себе дорогую дамскую сумочку за 500 долларов, цену которой она неправильно рассмотрела. Новый аксессуар миссис Симпсон производит яркое впечатление на всех окружающих, тем не менее Мардж решает вернуть её в магазин, несмотря на то, что за время пребывания у Мардж сумочка успела испачкаться. К счастью, продавщица не замечает пятна и принимает товар обратно, возвратив Мардж деньги. Почуяв легкую наживу, Гомер Симпсон решает скупать дорогие вещи, пользоваться ими, а затем возвращать в магазин.

## Критика
Роуан Кайзер на сайте The A.V. Club в целом дал положительную оценку эпизоду, хотя и высказался, что сюжетная линия Нельсона не показалась ему достаточно смешной. Шутка To Catch a Credit Whore (Поймать кредитного развратника), когда Гомер возвращает вещи в магазин, представляющая собой отсылку к шоу «Поймать хищника», по мнению Кайзера, тоже выглядела отнюдь не актуальной. Однако критик отметил пародию на мультфильм «Вверх» (Up) 2009 года в серии «Щекотки и Царапки», представленной в эпизоде.